# 목운문화재단
목운문화재단은 축산 및 영양사료분야의 학술적 연구 등으로 축산및 영양사료분야의 발전에 기여함을 목적으로 2000년 2월 10일 설립허가된 대한민국 농림축산식품부 소관의 재단법인이다. 사무실은 서울특별시 서초구 양재동 232, aT센터 1402호에 있다.